# Міський тунель (Лейпциг)
51°20′44″ пн. ш. 12°22′51″ сх. д. / 51.345556° пн. ш. 12.380833° сх. д.
Міський тунель Лейпцига (нім. City-Tunnel Leipzig) — двоствольний залізничний тунель S-Bahn у Лейпцизі. 
Сполучає залізничні станції Лейпциг-Головний та Лейпциг-Баварський з проміжними зупинками на Лейпциг-маркт та Лейпциг-Вільгельм Лойшнер-плац

Будівництво розпочалося в липні 2003 року. Перший тунель конструктивно завершений в березні 2008 року, другий — у жовтні 2008 року. Тунель і нові колії, що сполучають його з рештою мережі, відкриті для комерційного обслуговування 15 грудня 2013 року.
Тунель введений в експлуатацію як центральний вузол 430-кілометрової мережі S-Bahn у Центральній Німеччині зі 104 станціями. 
Сполучення між Галле та Альтенбургом вдалося прискорити на 35 хвилин, а між Галле та Гашвіцем – на 39 хвилин.
Вартість проекту оцінюється в 935 мільйонів євро.

## Траса тунелю

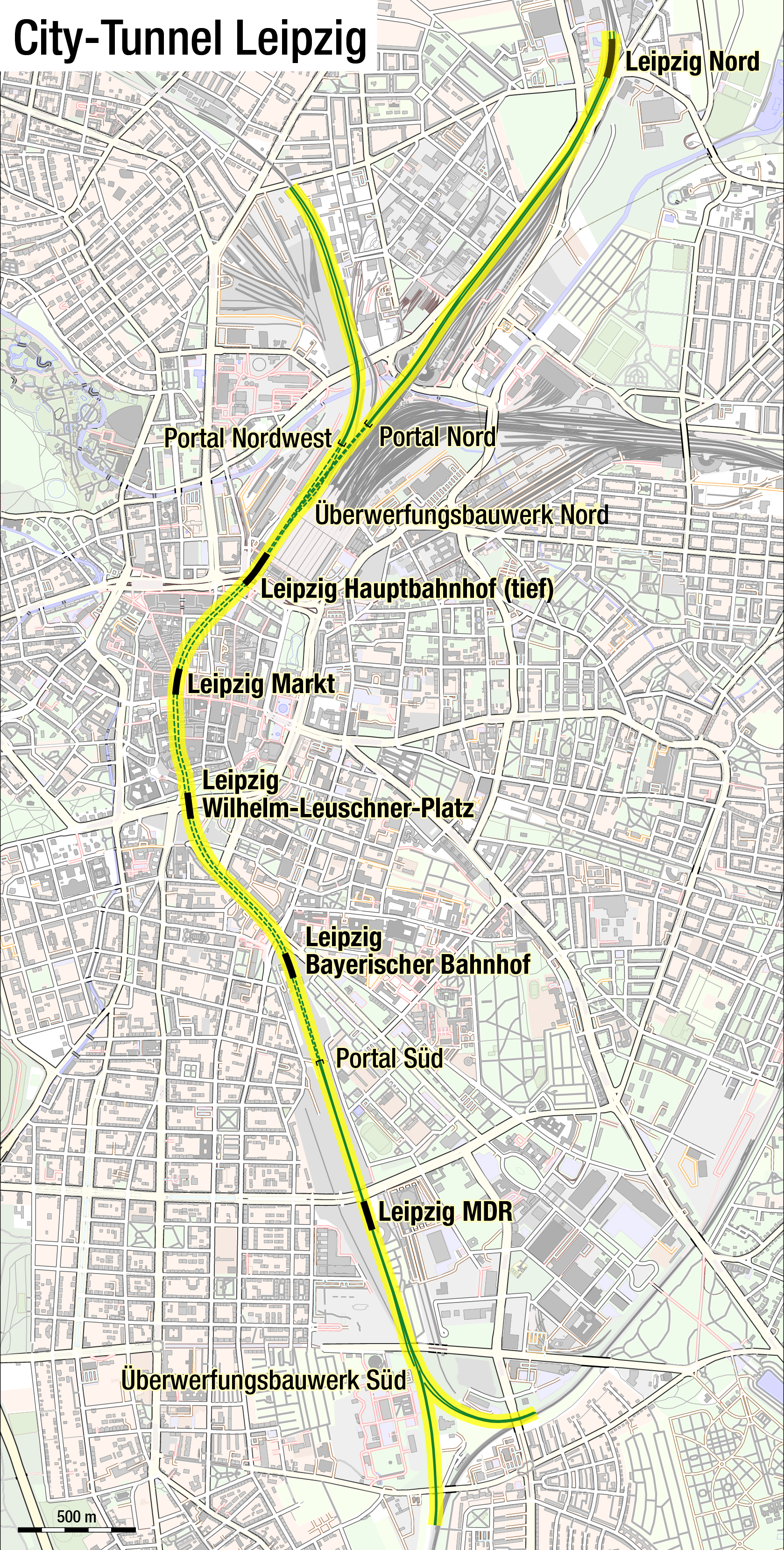
Схема траси міського тунелю Лейпцигу

З півдня на північ
- Станція Лейпциг-МДР[en] (попередня назва Лейпциг-Земмельвайсштрасе, поза тунелем)
- Станція Лейпциг-Баварський (довжина платформи 140 м)
- Станція Лейпциг-Вільгельм Лойшнер-плац (довжина платформи 140 м)
- Станція Лейпциг-маркт (довжина платформи 140 м)
- Станція Лейпциг-Головний (довжина платформи 215 м. Можливість продовження в північному напрямку до 400 м); Пандуси довжиною 800 м
- Станція Лейпциг-Північний[en] (спочатку Лейпциг-Терезинштрасе, поза тунелем)
- На додаток до чотирьох підземних станцій міського тунелю, у січні 2011 року було завершено будівництво нових станцій Leipzig MDR і Leipzig Nord - Berliner Brücke.
- Північний пандус до входу в тунель має довжину 600 м і має ухил 40 ‰.

## Маршрути
Початково планувалося, що кожну годину в кожному напрямку крізь тунель курсуватиме до десяти поїздів S-Bahn, два регіональних потяги та один експрес (станом на липень 2007 року).

Станом на грудень 2019 року тунель обслуговує наступні маршрути мережі S-Bahn:
| Номер лінії | Маршрут |
| ----------- | --- |
| S1          | Leipzig Miltitzer Allee – Leipzig-Leutzsch – Leipzig-Gohlis – City Tunnel – Leipzig-Stötteritz                                                      |
| S2          | Lutherstadt Wittenberg -/Dessau - Bitterfeld – Деліч – Leipzig Messe – City Tunnel – Leipzig-Stötteritz                                             |
| S3          | Halle (Saale) – Шкойдіц – Leipzig-Gohlis – City Tunnel – Leipzig-Stötteritz – Wurzen (– Ошац) (Wurzen – Oschatz is only operated in weekend nights) |
| S4          | Гоєрсверда – Торгау – Айленбург – Тауха – Leipzig-Mockau – City Tunnel – Leipzig-Connewitz – Markkleeberg-Gaschwitz                                 |
| S5          | Halle (Saale) – Leipzig Messe – City Tunnel – Leipzig-Connewitz – Markkleeberg – Altenburg – Zwickau                                                |
| S5X         | Halle (Saale) – Leipzig/Halle Airport – Leipzig Messe – City Tunnel – Leipzig-Connewitz – Markkleeberg – Altenburg – Zwickau                        |
| S6          | Leipzig Messe – City Tunnel – Leipzig-Connewitz – Markkleeberg – Борна – Geithain                                                                   |

Усі лінії курсують з інтервалом від 30 хвилин до 120 хвилин. Через велику кількість поїздів (регіональних поїздів, S-Bahn і ICE) між головним вокзалом і Leipzig-Leutzsch, з грудня 2013 року S1 працює з 15-хвилинними інтервалами. Для цього була введена додаткова колія між Leipzig Messe та Leipzig-Stötteritz. З грудня 2017 року S1 курсує з 30-хвилинним інтервалом між Miltitzer Allee і Stötteritz, послуги Messe-Stötteritz замінені новими S6.
До будівництва пропускна здатність була обмежена одинадцятьма поїздами S-Bahn, двома регіональними експресами та одним експресом на годину в кожному напрямку. Критики висловлюють сумніви в тому, що більш відповідний змішаний режим регіонального та міжміського руху в тунелі можливий.

## Історія

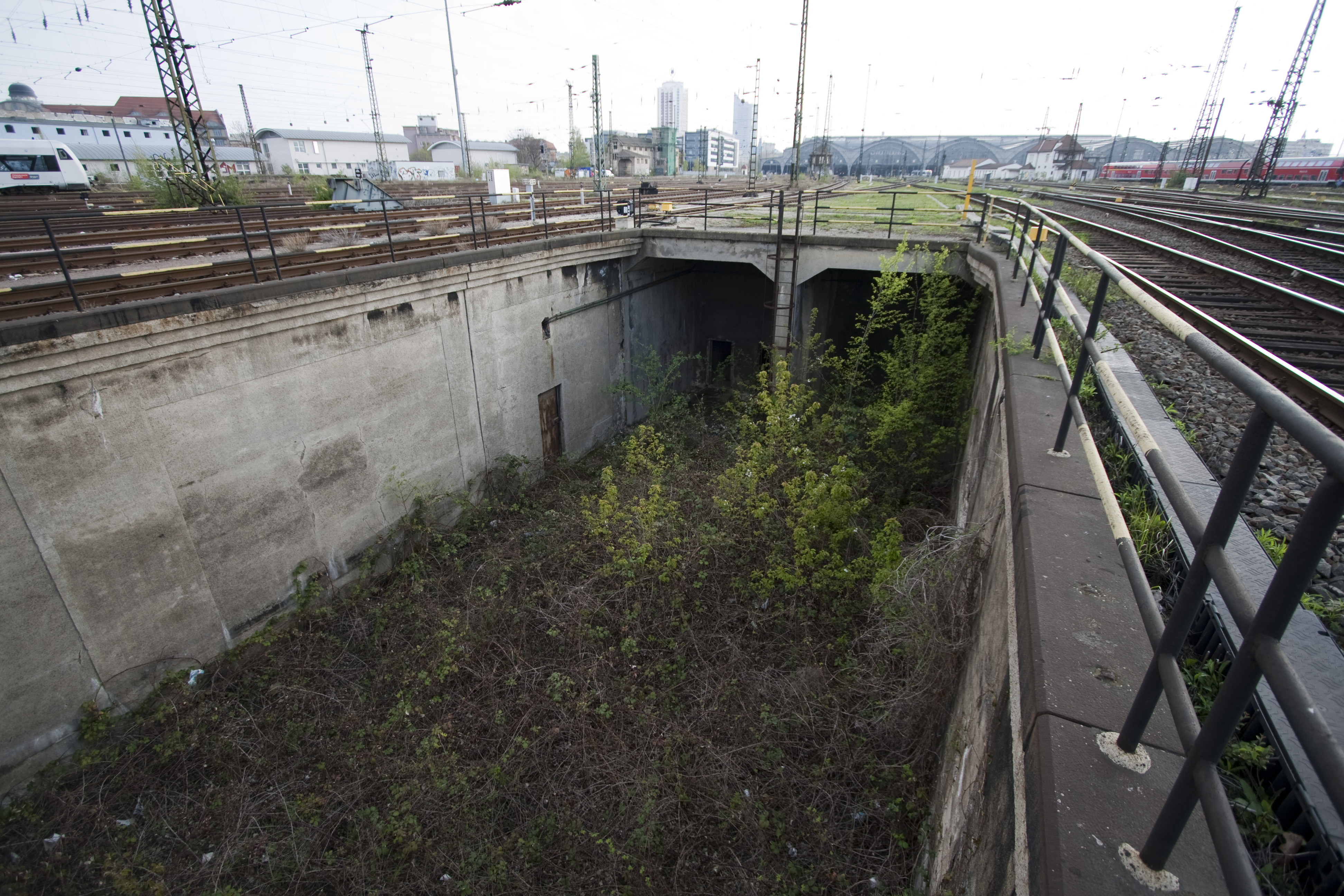
Північний портал незавершеного тунелю 1915 року побудови (фото 2010 року)

Сполучення між Leipzig Hauptbahnhof і Bayerischer Bahnhof вперше розглядалося в 1892 році. Реалізація була запланована як підземна залізниця, яка проходить паралельно до двох магістральних колій від Борсдорфа через Hauptbahnhof і Bayerischer Bahnhof і далі до Конневіца і Гашвіца. Живлення мало здійснюватися через контактну третю рейку. Під час будівництва головного вокзалу (розпочато в 1909 році), між 1913 і 1914 роками, з боку Дрездена був побудований в'їзний пандус довжиною 140 метрів з тунелем довжиною 675 метрів під частиною вокзалу. Тунель закінчувався за 8,5 м перед будівлею вокзалу під внутрішньоміським кільцем. Під нинішніми трамвайною та автобусною зупинками збудовано підземні платформи 22 та 23 довжиною близько 40 метрів. Було заплановано та підготовлено розширення нижче кільцевої дороги довжиною 100 м. Під час Першої світової війни будівельні роботи призупинили і після цього не відновлювалися.
Під час Другої світової війни тунель і підземна зупинка переобладнали у бомбосховище. Під час бомбардування Лейпцига 7 липня 1944 року сталося два вибухи, які зруйнували тунель у двох місцях і таким чином розділили його на три частини. Під час реконструкції головного вокзалу територію навколо другої точки удару замурували, а майданчик під східним портиком переобладнали під кінотеатр DEFA-Zeitkino і використовували для цього до 1992 року. Під час реконструкції головного вокзалу у 1995-2000 роках частини тунелів під станцією були знесені. Тунель під пероном і перші метри станційної зали закрили, але залишилися законсервованими.

Невдовзі після Другої світової війни, у 1946 році, планування підземного міського залізничного сполучення відновили. Щоб забезпечити вхід у тунель, роботи з реконструкції на розі вулиць Віндмюлен та Грюневальдштрассе відклали. Це дозволить побудувати криву з відповідною дугою для поїздів далекого прямування. План передбачав маршрут S-Bahn і магістральний залізничний тунель у напрямку Мюнхена. Останній був виключений через кілька років через поділ Німеччини. До 1967 року розроблено три варіанти тунелю S-Bahn, який разом із нинішнім тунелем пролягав уже не в напрямку Дрезденської траси, а у напрямку Магдебурга та Берліна. Станції запланували під Західною залою головного залізничного вокзалу та під Ринковою площею у центрі міста. Через очікувані великі фінансові та технічні витрати плани не були реалізовані до кінця НДР.

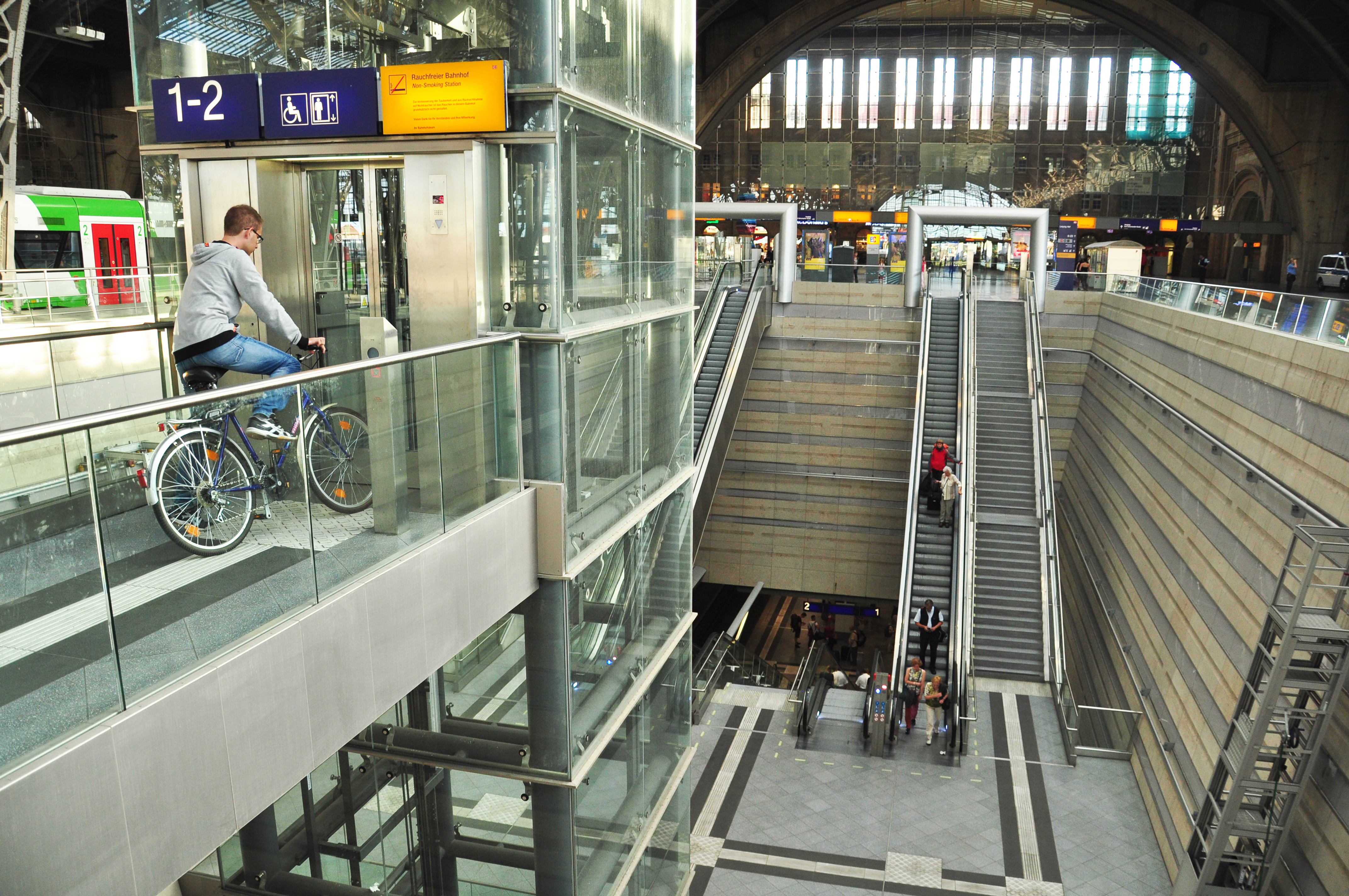
Спуск до підземної станції на центральному залізничному вокзалі

### Планування сучасного проекту

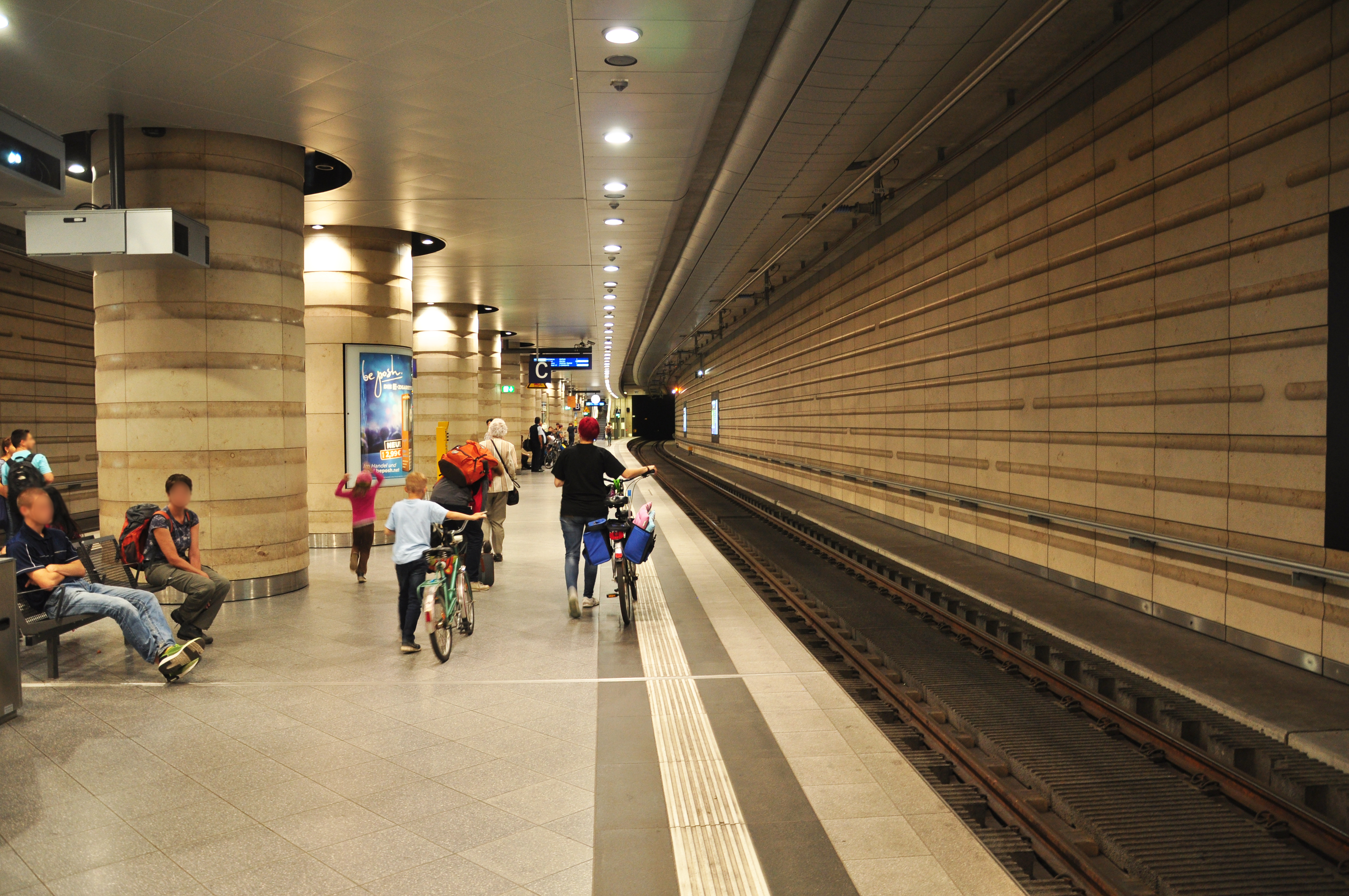
Платформа підземної станції на центральному вокзалі

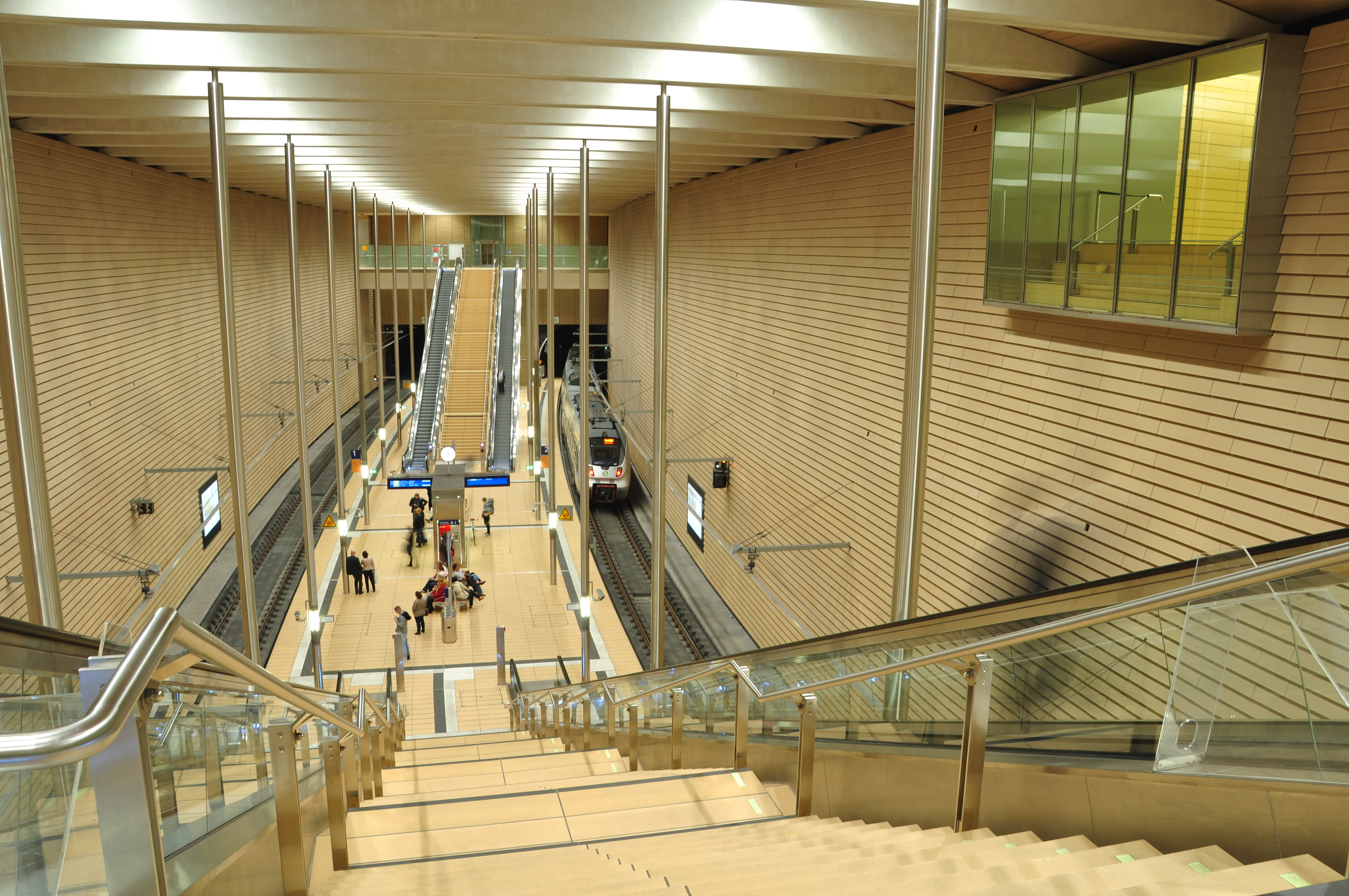
Інтер'єр станції Markt-Platz

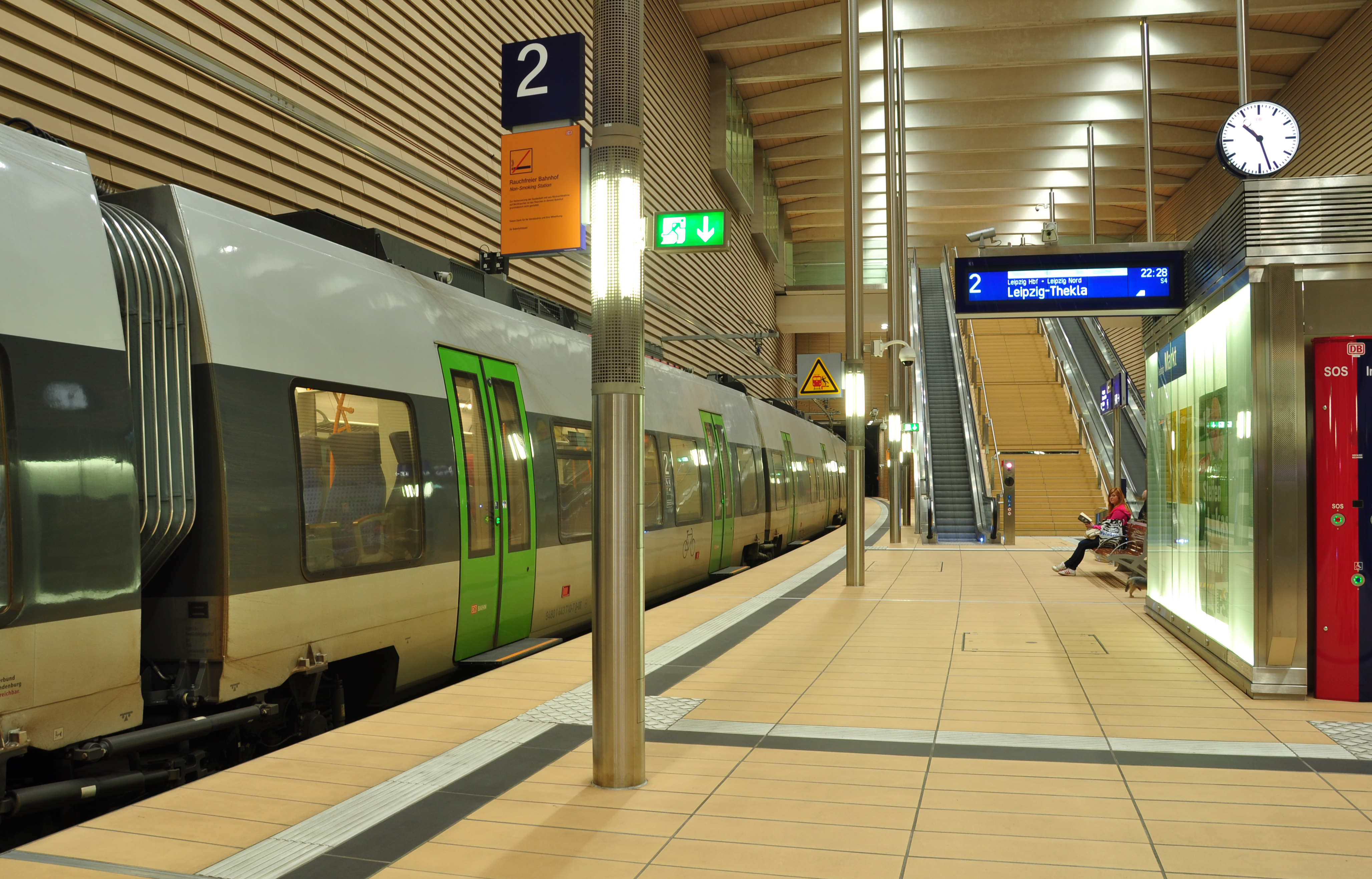
Інтер'єр станції Markt Platz

Планувалося, що коротші інтервали та швидше сполучення дозволять громадському транспорту перевозити більше пасажирів і тим самим розвантажити дорожній рух у місті. Крім того, це мало доставити більше пасажирів безпосередньо залізницею від головного залізничного вокзалу Лейпцига до центру міста та перетворити кінцеву зупинку на частково прохідну станцію.
Крім того, тунелем планувалося щогодинне курсування  поїзду міжміського сполучення. 
На початку 2002 року уряд землі Саксонія підтримав будівництво міського тунелю. 18 березня 2003 року вони офіційно схвалили проект.
6 січня 2010 року опубліковано повідомлення про виправлення тендеру на залізничну мережу Лейпцига, в якому повідомлялося, що початок нового залізничного сполучення буде відкладено ще на один рік до зміни розкладу в грудні 2013 року.

##### Вартість
Рамкова угода 2002 року передбачала загальну вартість проекту в розмірі 571,62 млн. євро, що фінансується за рахунок коштів землі Саксонія (182,02 млн. євро), Європейського Союзу (програма ERDF, 168,73 млн. євро), Федерального уряду (191,73 млн. євро), Deutsche Bahn (16,36 млн євро) і місто Лейпциг (12,78 млн євро). Ця угода охоплювала багато питань, включаючи реконструкцію станцій та електрифікацію кількох ділянок.
Наприкінці 2001 року очікувалося, що загальна вартість становитиме 1,04 мільярда німецьких марок. 240 мільйонів німецьких марок надійде зі структурного фонду ЄС. Додаткові заходи безпеки призвели до збільшення витрат.
У 2006 році фінансування ЄФРР, виділене наприкінці періоду фінансування, зменшили з 168,73 до 127,59. млн євро, які витратиои повністю. Для періоду фінансування 2007-2013 рр. подана додаткова заявка на фінансування, але вона не була затверджена (лютий 2011 р.).
Очікувалося, що витрати в грудні 2006 року складуть 585 мільйонів євро. Аналіз ризиків, проведений Deutsche Bahn, передбачив можливі додаткові витрати до 73 мільйонів євро . У грудні 2007 року додаткові витрати оцінили в 133 мільйони євро, таким чином очікувана загальна вартість зросла до 705 мільйонів євро.

Після того, як на кінець листопада 2009 року оціночна сума витрат зросла до 893 мільйонів євро, державні аудитори Саксонії переглянули проект. Наприкінці лютого 2010 року оголошено про подальше збільшення витрат до 960 мільйонів євро.

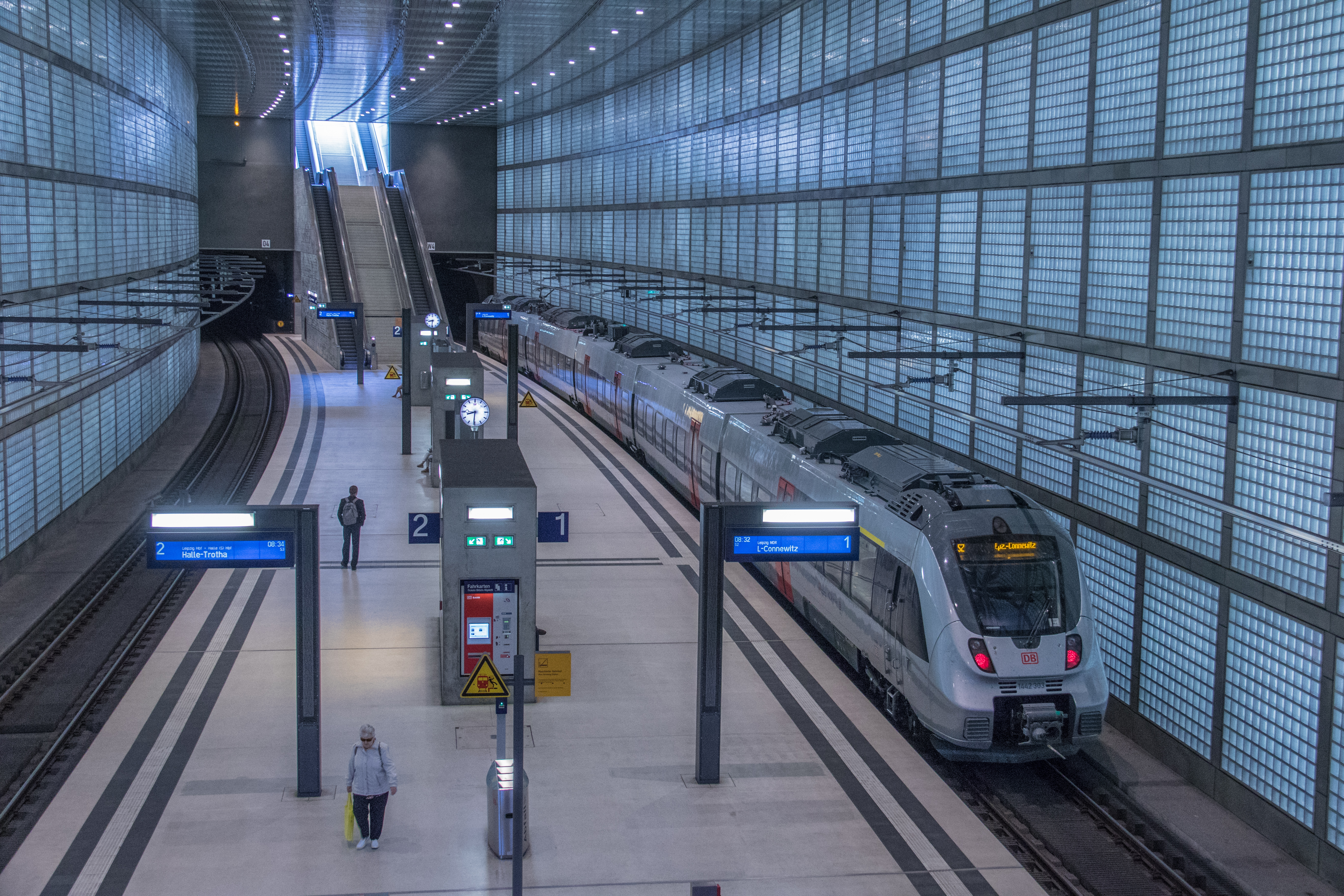
Інтер'єр станції Вільгельм-Льойшнер-Платц

Проект критикували різні сторони через високу вартість будівництва Лейпцизької швидкісної залізниці, яка мало використовується, обмежену придатність для поїздів далекого прямування та довготривалі будівельні роботи в центрі міста, пов’язані з цим. перешкоджання та втрата прибутку.

### Будівництво
Під час будівництва Leipzig Hauptbahnhof Саксонська державна залізниця запланувала тунель до Bayerischer Bahnhof. У 1913 і 1915 роках створена ділянка довжиною 710 метрів під колією 22 і 23, перш ніж роботи припинили через Першу світову війну та брак коштів. У рамках модернізації залізничного вокзалу цю ділянку тунелю викопали в 1997 році та знесено в межах вестибюлю вокзалу.
На початку 1990-х років плани будівництва тунелю громадського транспорту через центр Лейпцига, який існував десятиліттями, представили разом з результатами нового планування в 1995 році. У 1996 році DB і земля Саксонія висловили свою підтримку проекту. Після аналізу витрат і вигод у 1998 році видано заявку на планування. У 2000 році видано погодження планування.
Восени 2001 року Саксонія запросила DB стати власником проекту Міського тунелю. Тому очікувалося, що компанія побудує тунель на власний фінансовий ризик. Після завершення фінансової угоди навесні 2002 року відбулося запрошення індивідуальних субконтрактів на будівництво.

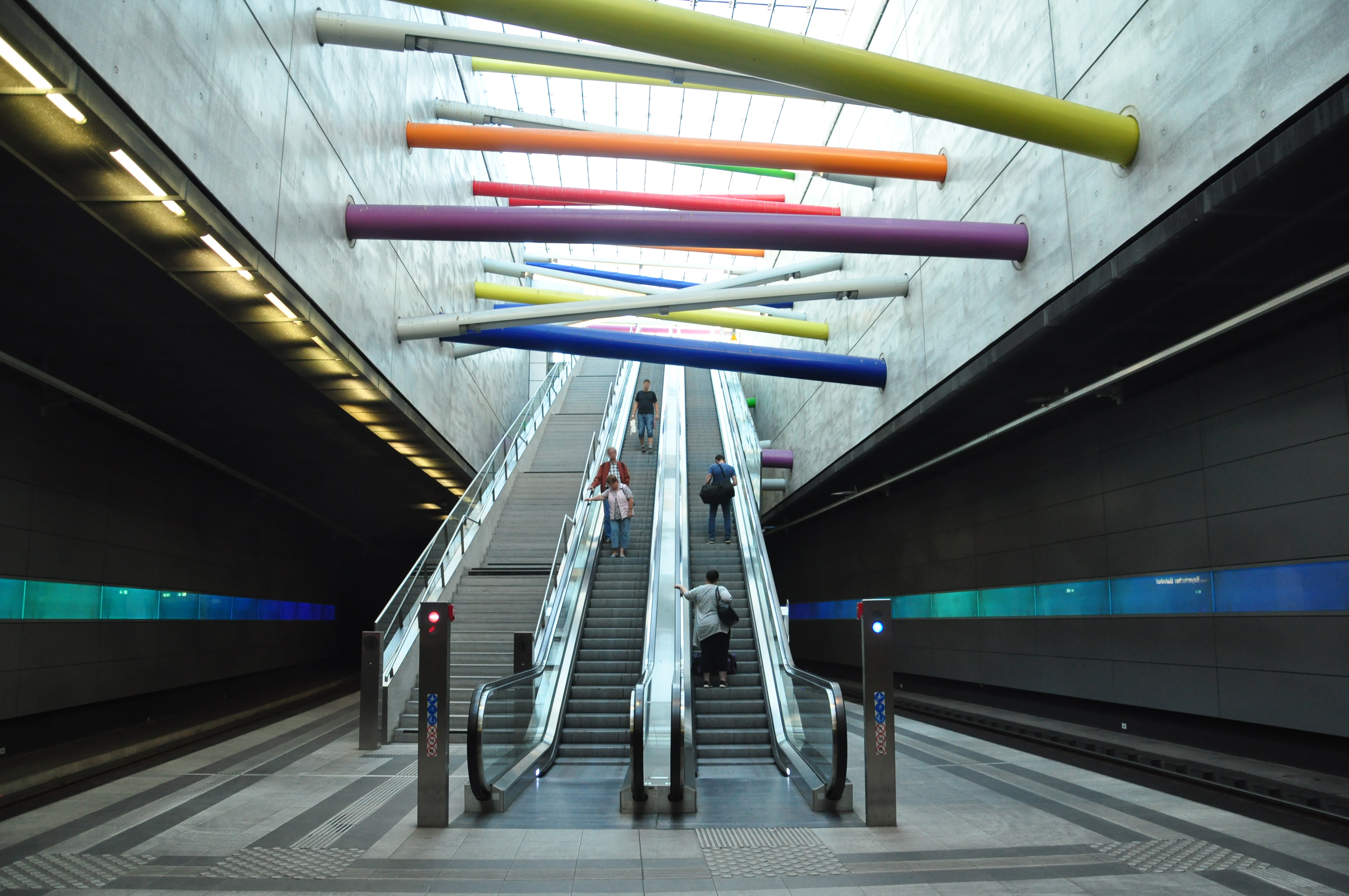
Інтер'єр станції Bayerischer Bahnhof

Будівництво тунелю складалося з семи етапів:
1. Будівництво оболонки обох тунельних труб і поперечного проходу;
2. Будівництво оболонки трьох конструкцій рампи;
3. Будівництво наземної станції «Semmelweisstraße/Media City»;
4. Будівництво чотирьох станцій(Bayerischer Bahnhof, Wilhelm-Leuschner-Platz, Markt і Hauptbahnhof) без внутрішньої обшивки;
5. Внутрішнє оздоблення підземних станцій, включаючи технічне обладнання;
6. Залізничне обладнання та колійне підключення тунелю до наявної мережі, включаючи заходи з утримання ландшафту та інші завершальні роботи;
7. Додаткові роботи для розширення наявної залізничної інфраструктури.

9 липня 2003 року будівництво розпочалося з офіційного закладення фундаменту. На початку процесу будівництва тунель планувалося ввести в експлуатацію до кінця 2009 року. Початкова діяльність в основному полягала в наземних дослідженнях і переміщенні комунікацій. Будівництво станцій метро почалося на початку 2005 року.
Наприкінці березня 2005 року розпочалася підготовка до забудови перонної зони головного вокзалу. Це місце створили для наступних розкопок. У грудні 2006 року будівництво рамп на головному вокзалі перервали через виявлення тріщин у сусідніх будівлях вокзалу. У період з 17 лютого по 25 березня 2007 року в рамках будівництва Центрального вокзалу збудовано два допоміжні мости по 105 м. 
11 січня 2007 року тунелебурильна машина під назвою Leonie почала (з церемонією на Bayerischer Bahnhof) символічно прокладати перший тунель. Хрещеною матір’ю тунелю є Анжеліка Міт-Мільбрадт, дружина тодішнього прем’єр-міністра Саксонії Георга Мільбрадта. Буріння почалося 15 січня 2007 року і 10 березня 2008 року досягли головного вокзалу, таким чином завершивши першу свердловину. Після повернення тунелебурильної машини на Bayerischer Bahnhof наприкінці березня 2008 року, 9 травня 2008 року почалося буріння другого тунелю . 31 жовтня 2008 року другий тунель завершено.
Перед запланованим відкриттям у грудні 2013 року роботи зосереджувалися на внутрішньому оздобленні тунелю та залізничних станцій. У середині лютого 2009 року контракт на розробку п'яти станцій був оприлюднений по всій Європі. Контракт діяв з лютого 2010 року по листопад 2011 року. Тендер розділили між двома компаніями.
З 25 по 29 вересня 2013 року головний вокзал був повністю закритий для інтеграції міського тунелю в наявну мережу. Ця віха ознаменувала завершення робіт з колійної інфраструктури в тунелі та введення його в експлуатацію. Потім почалася дослідна експлуатація, перша фаза якої розпочалася 1 жовтня з тестування сценаріїв аварій та оптимізації положень зупинки. З 15 жовтня до відкриття в грудні залізниця відпрацьовувалась згідно з розкладом і в звичайних умовах.

## Будівельна техніка
Два тунелі довжиною по 1438 м кожен прориті здебільшого за допомогою 65-метрових тунелепрохідницьких машин. Початок роботи машини для буріння тунелів відбувся біля станції Bayerischen Bahnhof, звідки вони працювали в напрямку Центрального вокзалу. Там її розібрали та знову перевезли до Bayerischen Bahnhof, після чого запустили вдруге. На Bayerischen Bahnhof та на всіх інших зупинках між ними побудовано три стіни для стримування довколишнього грунту та грунтових вод. 
Діаметр тунелю становить дев'ять метрів. Глибина залягання коливається від восьми до шістнадцяти метрів. Найменша відстань між фундаментом будівлі та дахом тунелю розташований під підземним паркінгом Петерсбоген – 2,2 метра. Облицювання стін тунелю виконали із семи залізобетонних сегментів, які утворюють тунельне кільце товщиною 40 см. Для двох тунелів використали близько 13 000 сегментів.
Під час прокладання тунелю в м’якому ґрунті очікувалося, що тунель просяде через ущільнення ґрунту (просідання ґрунту після прокладки тунелю чи гірничих робіт), чого неможливо повністю уникнути. Глибина залежить (серед іншого) від типу покриття, міцності ґрунту на зсув і покриття. Після другого проходу тунелю очікується максимальне відхилення від 20 до 30 мм. Усі будівлі, які розташовані на трасі тунелю і постраждали, були попередньо обстежені. 

Перехід під головним залізничним вокзалом зроблено не тунелебурильною машиною, а ручним риттям. Вжито масштабних заходів для захисту головного залізничного вокзалу від будівельних робіт. План був заморозити край ями і проїхати цією мерзлою землею під станцією. Плани включають два проходки тунелю діаметром 2,40 м з використанням стисненого повітря. 

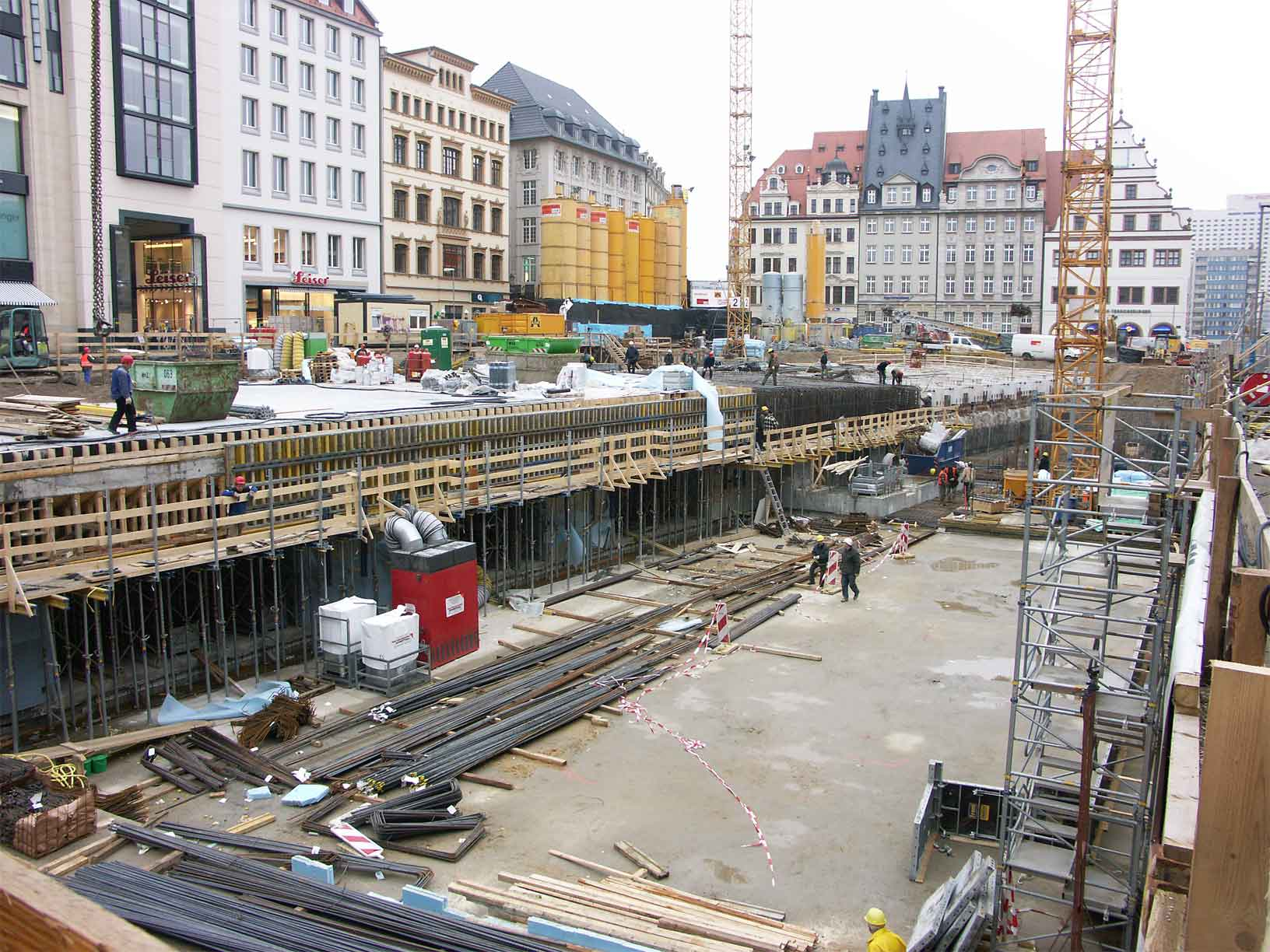
Будівництво станції на Маркт-Платц, 2006 рік
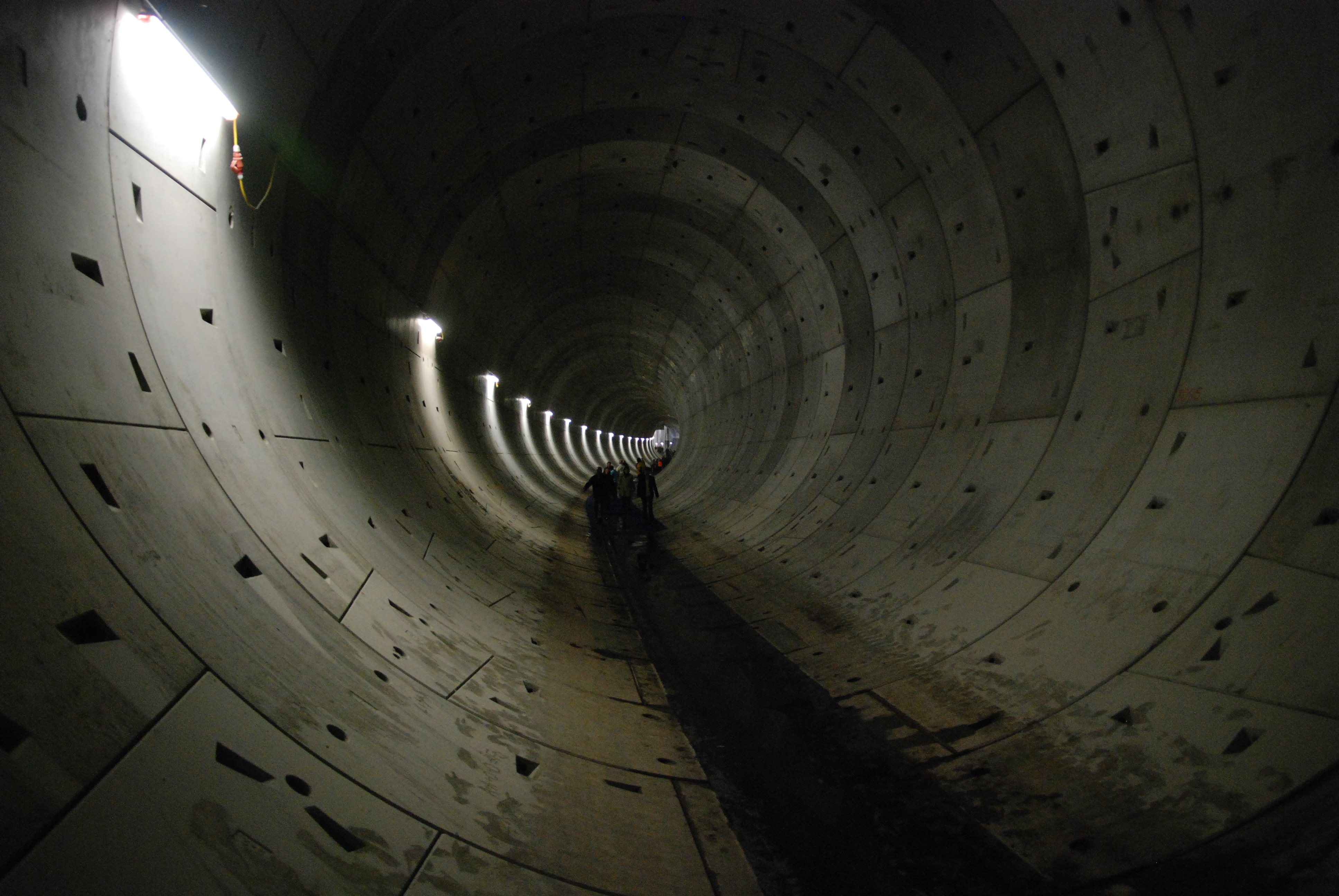
Готова тунельна труба, 2008 рік
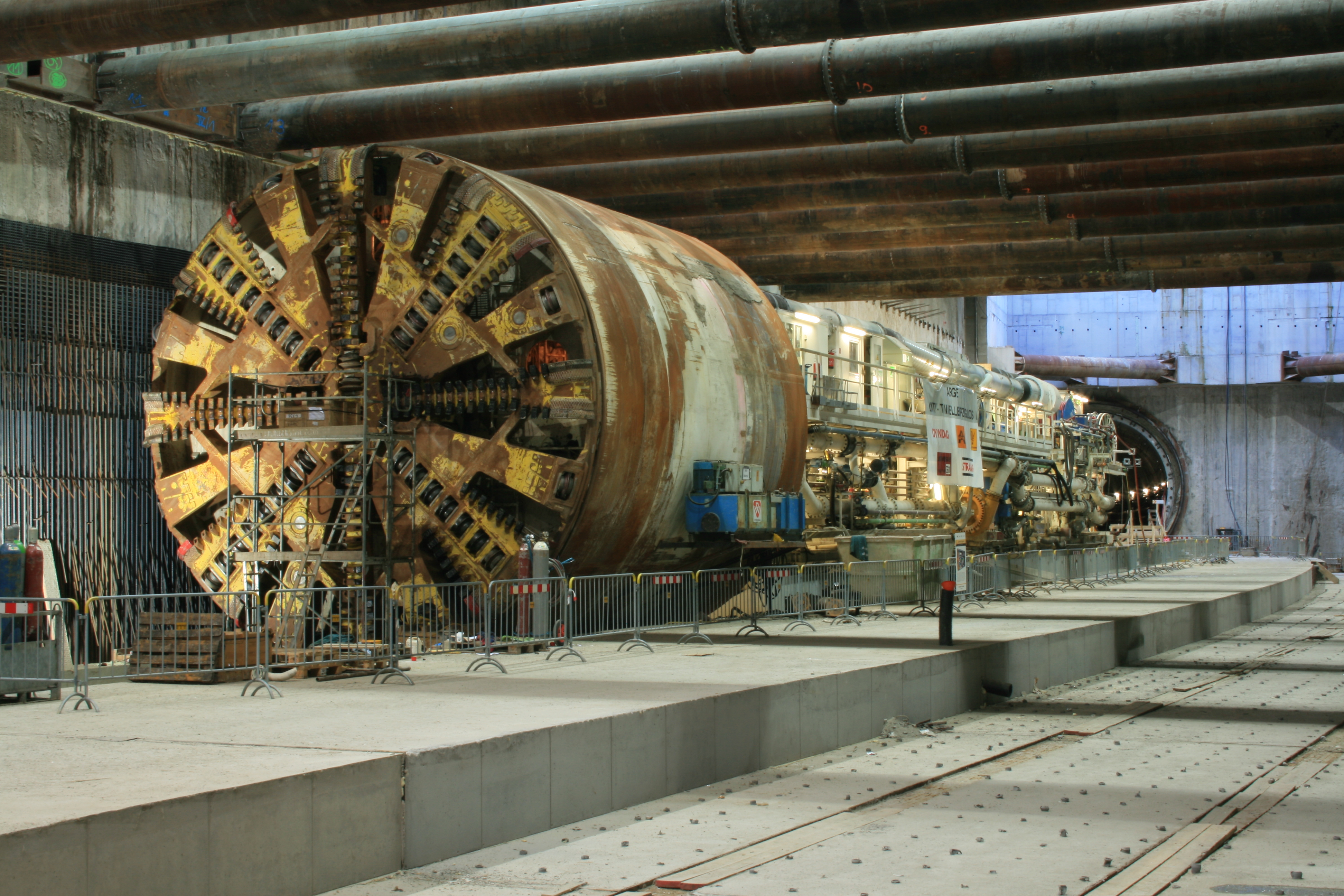
Тунелепрохідницька машина на станції Вільгельм-Льойшнер-Платц, 2007 рік
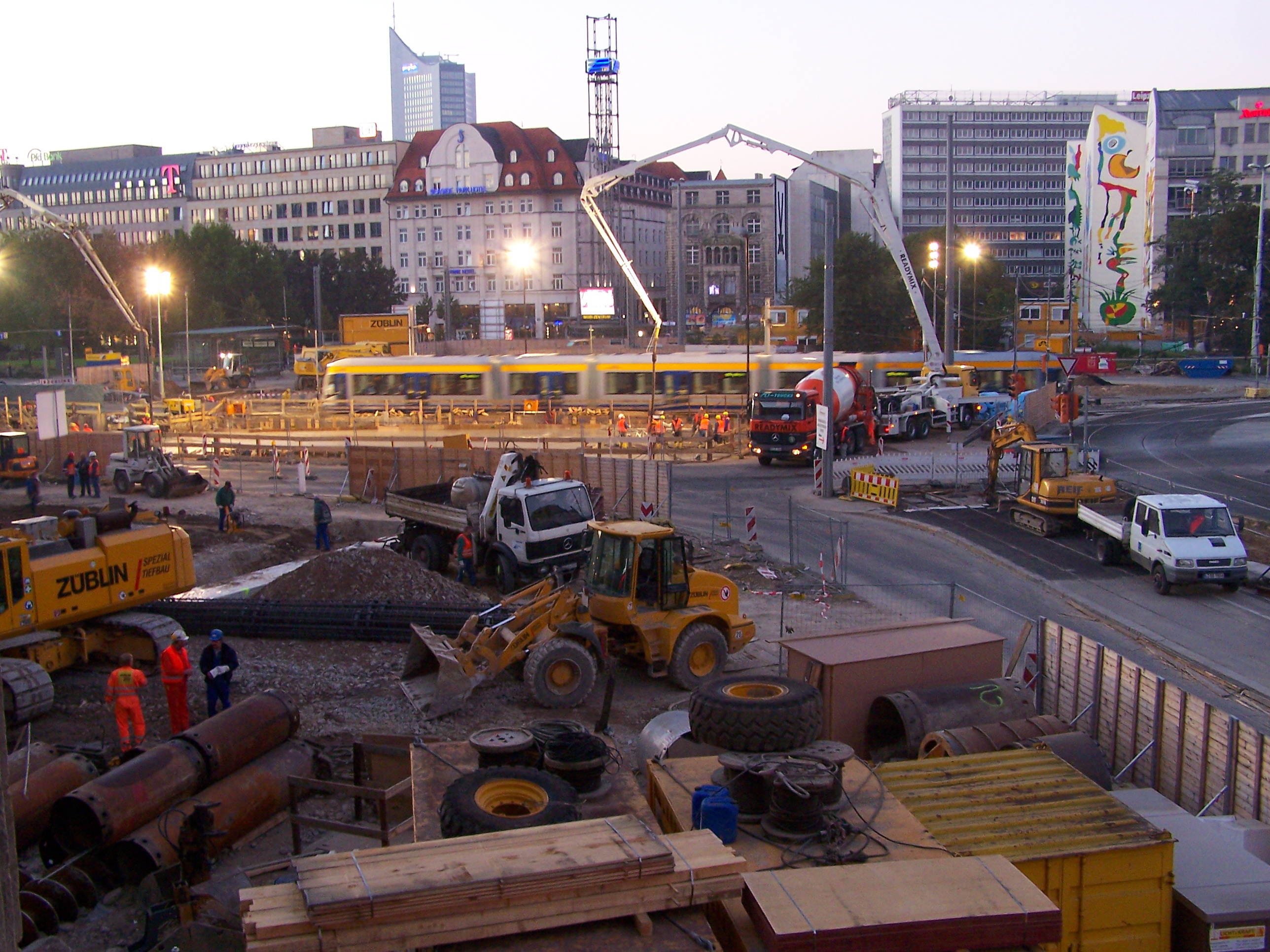
Будівельні роботи поряд з центральним вокзалом
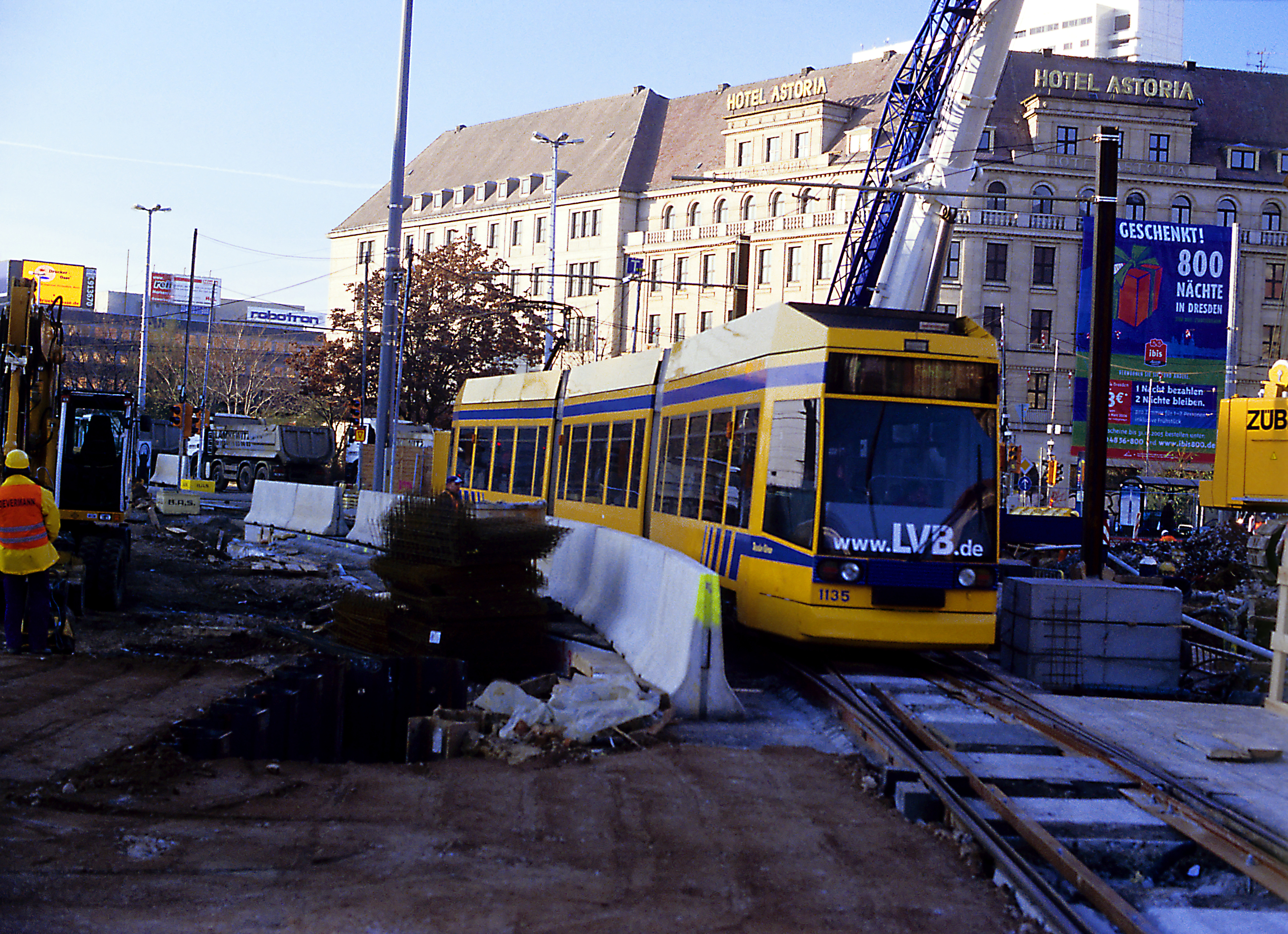
Рух трамваїв біля центрального вокзалу під час будівництва

## Використання

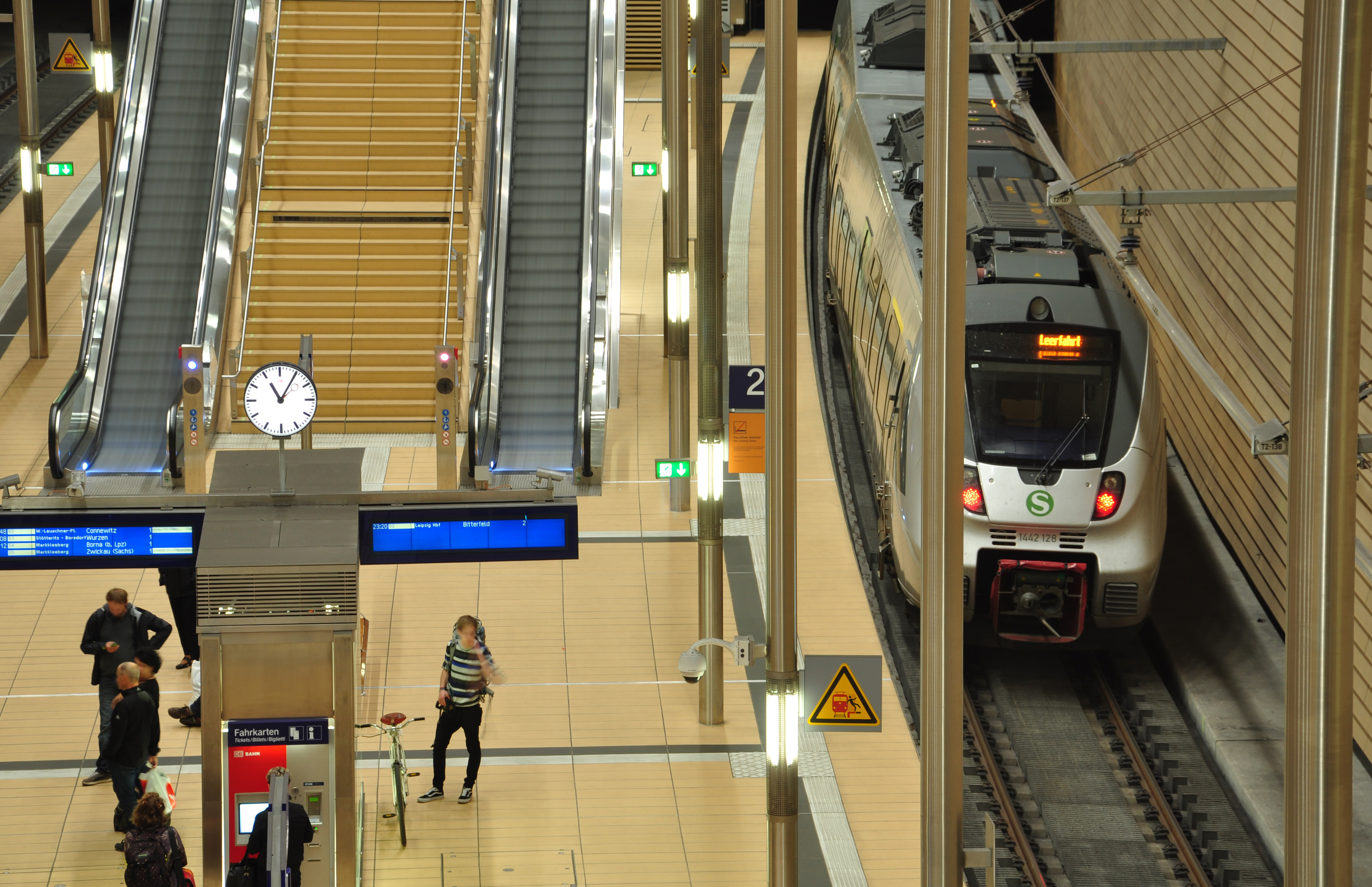
Інтер'єр станції Markt Platz

У 2014-2016 роках спостерігалося зростання пасажиропотоку на всіх лініях. У 2014 році S-Bahn у Центральній Німеччині перевозив 57 765 пасажирів на день. Кількість пасажирів (з понеділка по п'ятницю) на міській залізниці Центральної Німеччини зросла з 57 765 (2014) до 60 421 (2015). Це означає, що досягнуто рівня, на якому базується прогноз трафіку для міського тунелю. У 2016 році майже 47 000 пасажирів щодня користувалися чотирьма підземними станціями, приблизно на 5 500 більше, ніж у 2014 році.
Дослідження дорожнього руху, проведене TU Dresden, прийшло до висновку, що до літа 2015 року очікувана частка ринку громадського транспорту не була досягнута. За півтора роки роботи частка ринку громадського транспорту зросла на 0,5 відсоткового пункту до 17,6 відсотка. Мінімальний час руху в тунелі можна було б скоротити до 3,5 хвилин, включаючи 1,5-хвилинний буфер на головній станції.
У ніч на 12 вересня 2019 року в тунелі відбулися рятувальні навчання.